# Afrolimnophila petulans
Afrolimnophila petulans är en tvåvingeart som först beskrevs av Alexander 1932.  Afrolimnophila petulans ingår i släktet Afrolimnophila och familjen småharkrankar. Inga underarter finns listade i Catalogue of Life.